# Кауылжыр
Кауылжыр (каз. Қауылжыр, до 1999 года — Компрессорное) — село в Шалкарском районе Актюбинской области Казахстана. Административный центр Кауылжырского сельского округа. Находится примерно в 37 км к северо-западу от города Шалкар, административного центра района. Код КАТО — 156443100.

## Население
В 1999 году население села составляло 1246 человек (603 мужчины и 643 женщины). По данным переписи 2009 года, в селе проживало 1246 человек (623 мужчины и 643 женщины).